# Amazon Labor Union
Amazon Labor Union (ALU) je občanské hnutí a nezávislá odborová organizace speciálně pro zaměstnance Amazonu, která vznikla 20. dubna 2021. Dne 1. dubna 2022 se zaměstnanci Amazonu ve skladu na Staten Islandu, JFK8, stali prvními odborově organizovanými zaměstnanci Amazonu uznanými americkou Národní radou pro pracovní vztahy (NLRB).

## Historie

### Předchozí situace
Amazonské odbory byly založeny 20. dubna 2021 skupinou odborářů a aktivistů, kterou založil Chris Smalls, s názvem The Congress of Essential Workers (TCOEW). Smalls spolu s Derrickem Palmerem zorganizovali ve skladu s označením JFK8 stávku na protest proti postupu společnosti Amazon při řešení pandemie covidu-19, což vedlo k Smallsovu propuštění. Smallsovo propuštění bylo široce kritizováno vládními úředníky a přimělo Smallse k založení TCOEW a vedení řady stávkových akcí.
Poučen z odborové akce v roce 2020 v závodě Amazonu v Alabamě, která původně vyústila v dnes již zpochybňované hlasování proti vzniku odborů, dospěl Smalls po vyhodnocení útoků, které Amazon během akce v Bessemeru vedl proti odborům maloobchodu, velkoobchodu a obchodních domů (RWDSU), k závěru, že by měl vést občanské hnutí za organizaci ALU.

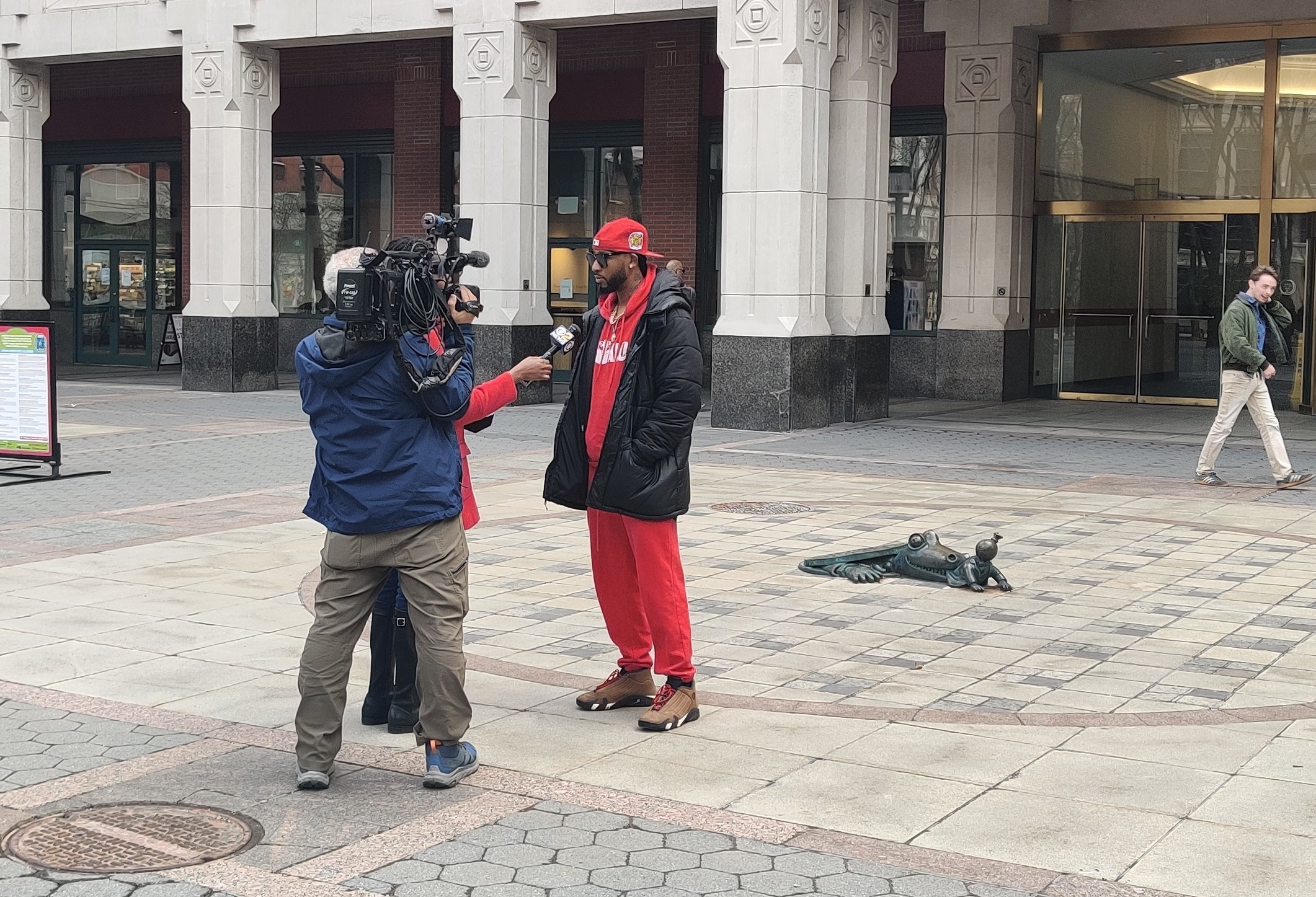
Chris Smalls dává rozhovor reportérům po uznání organizace

### Založení v JFK8
Před hlasováním o založení vedla společnost protiodborářskou kampaň. V roce 2021 utratila za protiodborářské právní konzultace 4,3 milionu dolarů. Krátce před volbami firma na Chrise Smallse zavolala newyorskou policii, která ho zatkla. Loni rovněž ilegálně zkonfiskovala některou odborářskou literaturu. Navíc měla zaměstnance zastrašovat a přikazovat jim, aby ve volbách volili proti odborům.
V průběhu pěti dnů mezi 25. a 30. březnem 2022 hlasovali zaměstnanci o vytvoření odborů ve skladu JFK8 na Staten Islandu. Dne 1. dubna 2022 byly sečteny hlasy. 2 654 hlasů bylo pro vytvoření odborů a 2 131 hlasů proti, čímž oficiálně vznikla odborová organizace Amazonu jako první nezávislá odborová organizace Amazonu ve Spojených státech. Deník The New York Times popsal odborovou organizaci jako „jedno z největších vítězství organizovaného odborového hnutí za poslední generaci“ a časopis Jacobin napsal, že úspěch ALU je „nejdůležitějším vítězstvím odborů ve Spojených státech od 30. let 20. století“. Prezident Joe Biden odborům poblahopřál a tisková tajemnice Jen Psakiová uvedla, že je „rád, že zaměstnanci zajišťují, aby jejich hlas byl vyslyšen“, a že prezident „pevně věří, že každý zaměstnanec v každém státě musí mít svobodnou a spravedlivou volbu vstoupit do odborů“.
Společnost Amazon podala u NLRB námitku a požádala o nové volby. Společnost tvrdila, že členové odborů „zastrašovali zaměstnance“, „nahrávali voliče ve volební místnosti“ a „rozdávali zaměstnancům marihuanu výměnou za jejich podporu“, jak se uvádí ve výňatku ze stížnosti.
Více než 50 skladů Amazonu kontaktovalo ALU ve snaze zorganizovat svá vlastní pracoviště, přičemž některá zařízení z Kanady, Indie, Jižní Afriky a Spojeného království požádala ALU o pomoc.

### Pokus o založení v LDJ5
Dne 2. března 2022 schválil NLRB volby do odborů ve druhém ze čtyř skladů v New Yorku, LDJ5. Dne 2. května 2022 se zaměstnanci vyslovili proti vzniku odborů, odborářská strana prohrála 618 ku 380. Proodborářskou kampaň provázela opět silná antikampaň ze strany Amazonu.